# Índice global de innovación
El índice global de innovación (GII por sus siglas en inglés) es una lista anual que clasifica a los países del mundo conforme su capacidad y éxito en la innovación, a cargo de la Organización Mundial de la Propiedad Intelectual (OMPI). Fue creada en 2007 por la Escuela de Negocios INSEAD y la revista británica World Business. Desde 2013, hasta 2021 fue copublicada con la Universidad Cornell. El informe expone, entre otros datos, el indicador que clasifica a los países de Asia, Europa, América, África y Oceanía, en términos de su entorno favorable, así como en sus resultados, en relación con la innovación.

## Metodología

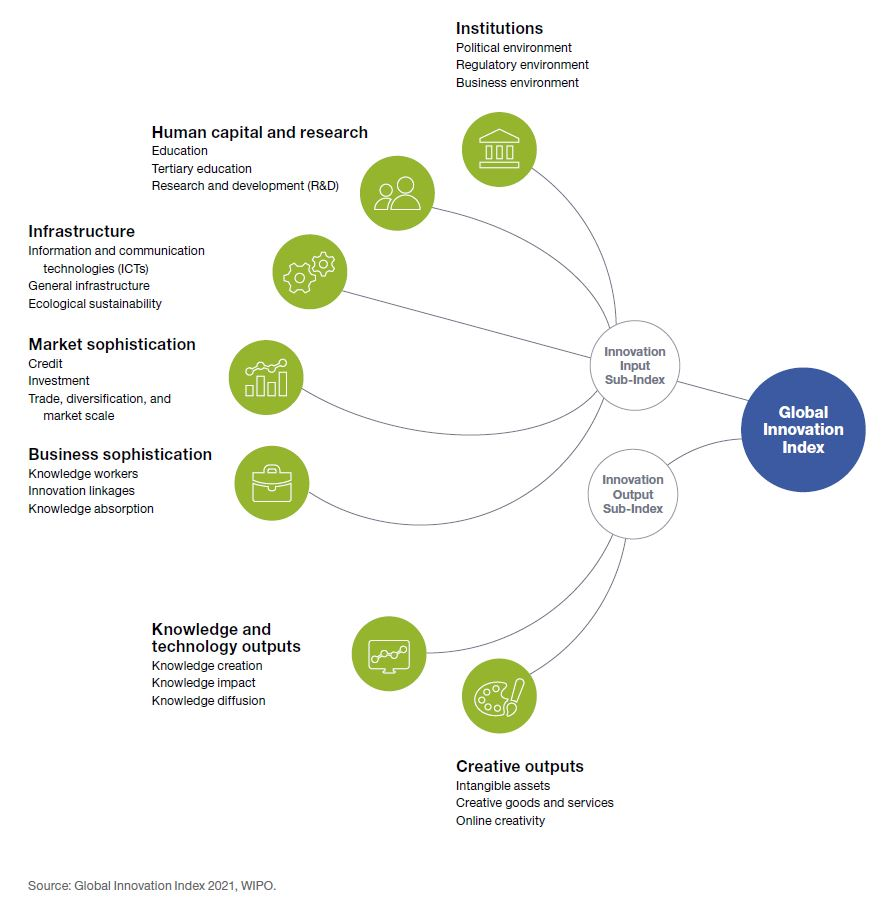
Diagrama de los factores que influyen en el Índice Global de Innovación, incluyendo capital humano, infraestructura, sofisticación del mercado, y resultados creativos.

En su versión más reciente este índice examina a 132 economías de todo el mundo, en las que Asia es el continente con mayor número de territorios analizados (43), usando 81 indicadores provenientes de bases de datos internacionales de instituciones públicas y privadas para ejecutar la medición. El cálculo se realiza mediante una media simple de las puntuaciones de dos subíndices: el Índice de Insumos de Innovación (Innovation Input Sub-Index) y el Índice de Resultados de Innovación (Innovation Output Sub-Index), que se componen de cinco y dos pilares respectivamente. Cada uno de estos pilares describe un atributo de la innovación y comprende hasta cinco indicadores, cuya puntuación se calcula por el método de la media ponderada. En el caso de los pilares del subíndice de insumos se consideran: instituciones, capital humano e investigación, infraestructura, sofisticación de mercado y sofisticación de negocios. Por su parte, el subíndice de resultados considera: resultados de conocimiento y tecnología, y resultados creativos.
El GII reconoce el papel clave de la innovación como motor de crecimiento, así como prosperidad económica y la necesidad de una amplia visión horizontal de la innovación aplicable a las economías desarrolladas y emergentes.
El índice global de innovación incluye también indicadores que profundizan más que las medidas clásicas de la innovación, como pueden ser el nivel del desarrollo e investigación.

### Críticas y consideraciones
El índice ha sido criticado por atribuir una importancia excesiva a factores que no forman parte integrante de la innovación. Por ejemplo, "Facilidad para pagar impuestos", "Producción de electricidad" (media ponderada) y "Facilidad para proteger a los inversores minoritarios" son factores que figuran junto a "Facilidad para obtener créditos" y "Operaciones de capital riesgo".
También debe tenerse en cuenta que para acceder a datos comparativos de forma equitativa, los países deben presentar unas normas de propiedad intelectual más o menos equivalentes, cosa que no ocurre. Según VisualCapitalist, uno de los motivos de la permanencia de Suiza en la primera posición son sus formidables normas de propiedad intelectual. Al mismo tiempo, Israel, el país con más patentes registrados en el sector de las telecomunicaciones a nivel global, no contempla el mismo grado de exigencia en esta materia, lo cual afectaría negativamente la evaluación de su índice de innovación.

## Análisis de 2017

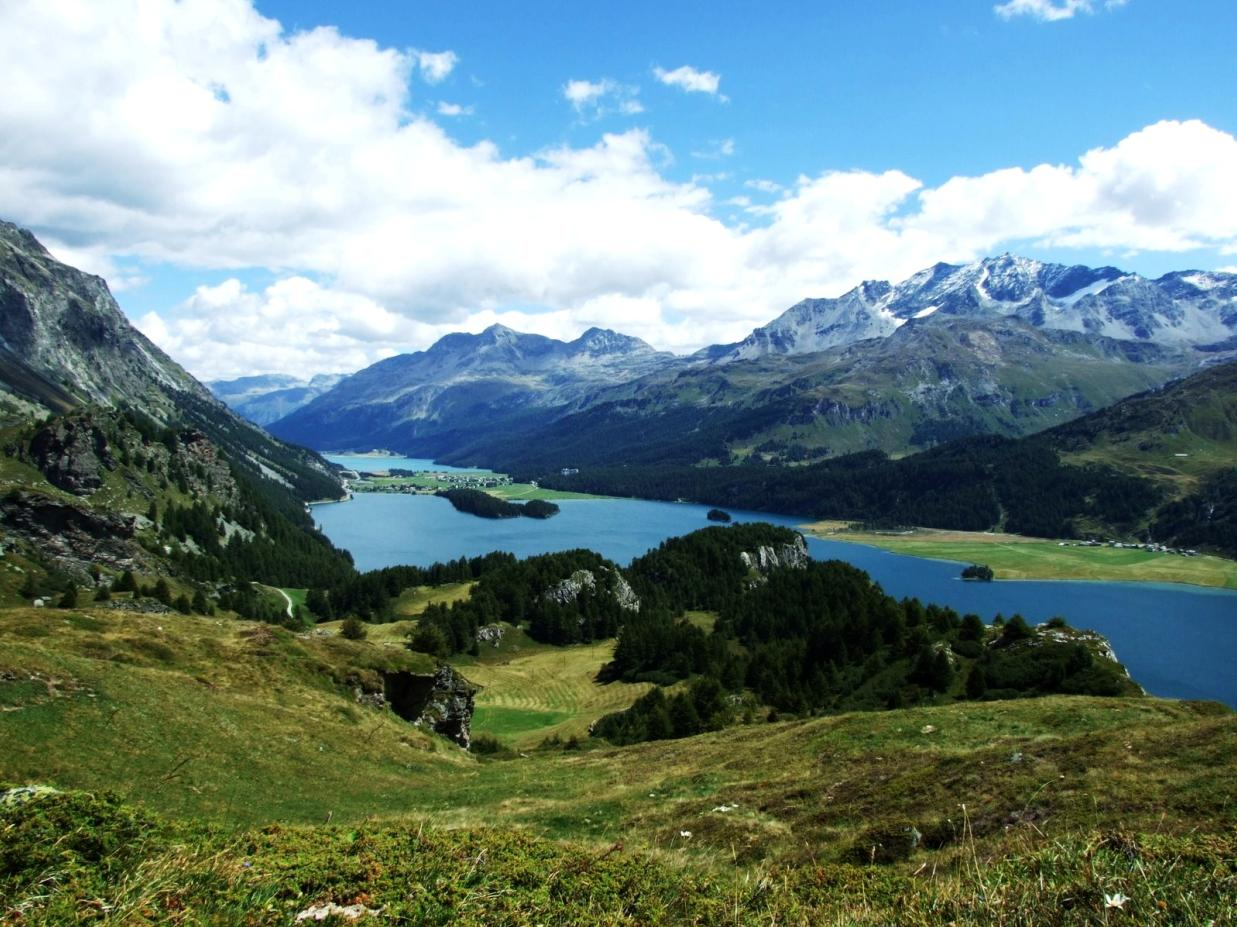
Suiza, el país con mayor índice global de innovación de 2015.

El análisis realizado en 2017 concluye con una lista en la que los primeros 10 países con mayor índice global de innovación -del primero al décimo- son Suiza, Suecia, Países Bajos, Estados Unidos, Reino Unido, Dinamarca, Singapur, Finlandia, Alemania e Irlanda.
En cuanto a países de habla hispana, España es el primero, situándose en el vigésimo noveno puesto mundial. Le sigue Chile, en el cuadragésimo sexto puesto mundial y primer en latinoamericano, Costa Rica, en el quincuagésimo tercer puesto y posteriormente México en el quincuagésimo octavo lugar.
Los últimos lugares los ocupan los territorios de Zimbabue, Burundi, Níger, Zambia, Togo, Guinea y Yemen.

## Ranking de 2024
En la versión más reciente del índice los siguientes países ocuparon los primeros cincuenta puestos de innovación en el mundo:
| Posición | País/Territorio        | Posición por grupo de ingresos | Región            | Posición en la región |
| -------- | ---------------------- | ------------------------------ | ----------------- | --------------------- |
| 1        | Suiza                  | 1                              | Europa            | 1                     |
| 2        | Suecia                 | 2                              | Europa            | 2                     |
| 3        | Estados Unidos         | 3                              | América del Norte | 1                     |
| 4        | Singapur               | 4                              | Sureste asiático  | 1                     |
| 5        | Reino Unido            | 5                              | Europa            | 3                     |
| 6        | Corea del Sur          | 6                              | Asia del este     | 2                     |
| 7        | Finlandia              | 7                              | Europa            | 4                     |
| 8        | Países Bajos           | 8                              | Europa            | 5                     |
| 9        | Alemania               | 9                              | Europa            | 6                     |
| 10       | Dinamarca              | 10                             | Europa            | 7                     |
| 11       | China                  | 1                              | Asia del este     | 3                     |
| 12       | Francia                | 11                             | Europa            | 8                     |
| 13       | Japón                  | 12                             | Asia del este     | 4                     |
| 14       | Canadá                 | 13                             | América del Norte | 2                     |
| 15       | Israel                 | 14                             | Medio Oriente     | 1                     |
| 16       | Estonia                | 15                             | Europa            | 9                     |
| 17       | Austria                | 16                             | Europa            | 10                    |
| 18       | Hong Kong              | 17                             | Asia del este     | 5                     |
| 19       | Irlanda                | 18                             | Europa            | 11                    |
| 20       | Luxemburgo             | 19                             | Europa            | 12                    |
| 21       | Noruega                | 19                             | Europa            | 12                    |
| 22       | Islandia               | 21                             | Europa            | 14                    |
| 23       | Australia              | 22                             | Oceanía           | 6                     |
| 24       | Bélgica                | 23                             | Europa            | 15                    |
| 25       | Nueva Zelanda          | 24                             | Oceanía           | 7                     |
| 26       | Italia                 | 25                             | Europa            | 16                    |
| 27       | Chipre                 | 26                             | Medio oriente     | 2                     |
| 28       | España                 | 27                             | Europa            | 17                    |
| 29       | Malta                  | 28                             | Europa            | 18                    |
| 30       | República Checa        | 29                             | Europa            | 19                    |
| 31       | Portugal               | 30                             | Europa            | 20                    |
| 32       | Emiratos Árabes Unidos | 31                             | Medio Oriente     | 3                     |
| 33       | Malasia                | 2                              | Sureste asiático  | 8                     |
| 34       | Eslovenia              | 32                             | Europa            | 21                    |
| 35       | Lituania               | 33                             | Europa            | 22                    |
| 36       | Hungría                | 34                             | Europa            | 23                    |
| 37       | Turquía                | 3                              | Europa            | 4                     |
| 38       | Bulgaria               | 4                              | Europa            | 24                    |
| 39       | India                  | 1                              | Sureste asiático  | 1                     |
| 40       | Polonia                | 35                             | Europa            | 25                    |
| 41       | Tailandia              | 5                              | Sureste asiático  | 9                     |
| 42       | Letonia                | 36                             | Europa            | 26                    |
| 43       | Croacia                | 37                             | Europa            | 27                    |
| 44       | Vietnam                | 2                              | Sureste asiático  | 10                    |
| 45       | Grecia                 | 38                             | Europa            | 28                    |
| 46       | Eslovaquia             | 39                             | Europa            | 29                    |
| 47       | Arabia Saudita         | 40                             | Medio Oriente     | 5                     |
| 48       | Rumanía                | 41                             | Europa            | 30                    |
| 49       | Catar                  | 42                             | Medio Oriente     | 6                     |
| 50       | Brasil                 | 6                              | Sudamérica        | 1                     |